# 13. etape af Vuelta a España 2018
13. etape af Vuelta a España 2018 gik fra Candás til La Camperona 7. september 2018. 
Óscar Rodríguez vandt etapen.

## Etaperesultater
| \| Etaperesultat \| Etaperesultat \| Etaperesultat \| Etaperesultat \| Etaperesultat \| \| Rytter \| Rytter \| Hold \| Tid \| \| \| ------------- \| --------------- \| ----------------- \| ------------- \| ------------- \| \| 1. \| Óscar Rodríguez \| Euskadi-Murias \| 4t 17' 05" \| \| \| 2. \| Rafał Majka \| Bora-Hansgrohe \| + 19" \| \| \| 3. \| Dylan Teuns \| BMC Racing Team \| + 30" \| \| \| 4. \| Bjorg Lambrecht \| Lotto-Soudal \| + 38" \| \| \| 5. \| Laurens De Plus \| Quick-Step Floors \| + 43" \| \| \| 6. \| Merhawi Kudus \| Dimension Data \| + 1' 00" \| \| \| 7. \| Ilnur Sakarin \| Katusha-Alpecin \| + 1' 12" \| \| \| 8. \| Pieter Serry \| Quick-Step Floors \| + 1' 21" \| \| \| 9. \| Edward Ravasi \| UAE Team Emirates \| + 1' 25" \| \| \| 10. \| Ben King \| Dimension Data \| + 1' 27" \| \| |                 |                   |            |
| |                 |                   |            |
| Kilde: ProCyclingStats |                 |                   |            |
| Etaperesultat |                 |                   |            |
| Rytter | Rytter          | Hold              | Tid        |
| 1. | Óscar Rodríguez | Euskadi-Murias    | 4t 17' 05" |
| 2. | Rafał Majka     | Bora-Hansgrohe    | + 19"      |
| 3. | Dylan Teuns     | BMC Racing Team   | + 30"      |
| 4. | Bjorg Lambrecht | Lotto-Soudal      | + 38"      |
| 5. | Laurens De Plus | Quick-Step Floors | + 43"      |
| 6. | Merhawi Kudus   | Dimension Data    | + 1' 00"   |
| 7. | Ilnur Sakarin   | Katusha-Alpecin   | + 1' 12"   |
| 8. | Pieter Serry    | Quick-Step Floors | + 1' 21"   |
| 9. | Edward Ravasi   | UAE Team Emirates | + 1' 25"   |
| 10. | Ben King        | Dimension Data    | + 1' 27"   |

## Samlet efter etapen

### Samlede stilling
| \| Samlede stilling \| Samlede stilling \| Samlede stilling \| Samlede stilling \| Samlede stilling \| \| Rytter \| Rytter \| Hold \| Tid \| \| \| ---------------- \| ------------------ \| -------------------------- \| ---------------- \| ---------------- \| \| 1. \| Jesús Herrada \| Cofidis, Solutions Crédits \| 54t 50' 19" \| \| \| 2. \| Simon Yates \| Mitchelton-Scott \| + 1' 42" \| \| \| 3. \| Nairo Quintana \| Movistar Team \| + 1' 50" \| \| \| 4. \| Alejandro Valverde \| Movistar Team \| + 1' 54" \| \| \| 5. \| Miguel Ángel López \| Astana \| + 2' 23" \| \| \| 6. \| Rigoberto Urán \| EF Education First-Drapac \| + 2' 33" \| \| \| 7. \| Jon Izagirre \| Bahrain-Merida \| + 2' 35" \| \| \| 8. \| Tony Gallopin \| AG2R La Mondiale \| + 2' 40" \| \| \| 9. \| Steven Kruijswijk \| LottoNL-Jumbo \| + 2' 44" \| \| \| 10. \| Emanuel Buchmann \| Bora-Hansgrohe \| + 2' 47" \| \| |                    |                            |             |
| |                    |                            |             |
| Kilde: ProCyclingStats |                    |                            |             |
| Samlede stilling |                    |                            |             |
| Rytter | Rytter             | Hold                       | Tid         |
| 1. | Jesús Herrada      | Cofidis, Solutions Crédits | 54t 50' 19" |
| 2. | Simon Yates        | Mitchelton-Scott           | + 1' 42"    |
| 3. | Nairo Quintana     | Movistar Team              | + 1' 50"    |
| 4. | Alejandro Valverde | Movistar Team              | + 1' 54"    |
| 5. | Miguel Ángel López | Astana                     | + 2' 23"    |
| 6. | Rigoberto Urán     | EF Education First-Drapac  | + 2' 33"    |
| 7. | Jon Izagirre       | Bahrain-Merida             | + 2' 35"    |
| 8. | Tony Gallopin      | AG2R La Mondiale           | + 2' 40"    |
| 9. | Steven Kruijswijk  | LottoNL-Jumbo              | + 2' 44"    |
| 10. | Emanuel Buchmann   | Bora-Hansgrohe             | + 2' 47"    |

### Pointkonkurrencen
| Pointkonkurrence | Pointkonkurrence     | Pointkonkurrence  | Pointkonkurrence | Pointkonkurrence |
| Rytter           | Rytter               | Hold              | Point            |                  |
| ---------------- | -------------------- | ----------------- | ---------------- | ---------------- |
| 1.               | Alejandro Valverde   | Movistar Team     | 85 point         |                  |
| 2.               | Peter Sagan          | Bora-Hansgrohe    | 83 point         |                  |
| 3.               | Ben King             | Dimension Data    | 68 point         |                  |
| 4.               | Dylan Teuns          | BMC Racing Team   | 68 point         |                  |
| 5.               | Elia Viviani         | Quick-Step Floors | 66 point         |                  |
| 6.               | Danny van Poppel     | LottoNL-Jumbo     | 56 point         |                  |
| 7.               | Alessandro De Marchi | BMC Racing Team   | 53 point         |                  |
| 8.               | Giacomo Nizzolo      | Trek-Segafredo    | 53 point         |                  |
| 9.               | Michał Kwiatkowski   | Team Sky          | 50 point         |                  |
| 10.              | Bauke Mollema        | Trek-Segafredo    | 44 point         |                  |

### Bjergkonkurrencen
| Bjergkonkurrence | Bjergkonkurrence   | Bjergkonkurrence           | Bjergkonkurrence | Bjergkonkurrence |
| Rytter           | Rytter             | Hold                       | Point            |                  |
| ---------------- | ------------------ | -------------------------- | ---------------- | ---------------- |
| 1.               | Luis Ángel Maté    | Cofidis, Solutions Crédits | 64 point         |                  |
| 2.               | Ben King           | Dimension Data             | 40 point         |                  |
| 3.               | Bauke Mollema      | Trek-Segafredo             | 34 point         |                  |
| 4.               | Thomas De Gendt    | Lotto-Soudal               | 29 point         |                  |
| 5.               | Pierre Rolland     | EF Education First-Drapac  | 26 point         |                  |
| 6.               | Óscar Rodríguez    | Euskadi-Murias             | 12 point         |                  |
| 7.               | Dylan Teuns        | BMC Racing Team            | 10 point         |                  |
| 8.               | Rafał Majka        | Bora-Hansgrohe             | 9 point          |                  |
| 9.               | Ben Gastauer       | AG2R La Mondiale           | 7 point          |                  |
| 10.              | Alejandro Valverde | Movistar Team              | 6 point          |                  |

### Kombinationskonkurrencen
| Kombinationskonkurrence | Kombinationskonkurrence | Kombinationskonkurrence | Kombinationskonkurrence | Kombinationskonkurrence |
| Rytter                  | Rytter                  | Hold                    | Point                   |                         |
| ----------------------- | ----------------------- | ----------------------- | ----------------------- | ----------------------- |
| 1.                      | Alejandro Valverde      | Movistar Team           | 15 point                |                         |
| 2.                      | Ben King                | Dimension Data          | 20 point                |                         |
| 3.                      | Miguel Ángel López      | Astana                  | 36 point                |                         |
| 4.                      | Bauke Mollema           | Trek-Segafredo          | 42 point                |                         |
| 5.                      | Rafał Majka             | Bora-Hansgrohe          | 46 point                |                         |
| 6.                      | Simon Yates             | Mitchelton-Scott        | 54 point                |                         |
| 7.                      | Michał Kwiatkowski      | Team Sky                | 54 point                |                         |
| 8.                      | Nairo Quintana          | Movistar Team           | 56 point                |                         |
| 9.                      | Laurens De Plus         | Quick-Step Floors       | 68 point                |                         |
| 10.                     | Gianluca Brambilla      | Trek-Segafredo          | 99 point                |                         |

### Holdkonkurrencen
| Holdkonkurrence | Holdkonkurrence                          | Holdkonkurrence | Holdkonkurrence |
| Hold            | Hold                                     | Tid             |                 |
| --------------- | ---------------------------------------- | --------------- | --------------- |
| 1.              | Bahrain-Merida                           | 164t 25' 16"    |                 |
| 2.              | Dimension Data                           | + 11' 17"       |                 |
| 3.              | Movistar Team                            | + 13' 32"       |                 |
| 4.              | Sky                                      | + 14' 16"       |                 |
| 5.              | Lotto NL-Jumbo                           | + 19' 03"       |                 |
| 6.              | Bora-Hansgrohe                           | + 19' 57"       |                 |
| 7.              | EF Education First-Drapac p/b Cannondale | + 35' 19"       |                 |
| 8.              | Astana                                   | + 36' 06"       |                 |
| 9.              | Euskadi Basque Country-Murias            | + 36' 25"       |                 |
| 10.             | Caja Rural-Seguros RGA                   | + 41' 02"       |                 |